# Том Слінгсбі
Том Слінгсбі  (англ. Tom Slingsby, 5 вересня 1984) — австралійський яхтсмен, олімпійський чемпіон.

## Виступи на Олімпіадах
| Олімпіада   | Дисципліна | Місце |
| ----------- | ---------- | ----- |
| Пекін 2008  | Лазер      | 22    |
| Лондон 2012 | Лазер      | 1     |